# Troglohyphantes jeanneli
Troglohyphantes jeanneli är en spindelart som beskrevs av Margareta Dumitrescu och Maria Georgescu 1970. Troglohyphantes jeanneli ingår i släktet Troglohyphantes och familjen täckvävarspindlar.
Artens utbredningsområde är Rumänien. Inga underarter finns listade i Catalogue of Life.